# Ozy and Millie
Pour les articles homonymes, voir Ozy.
Ozy and Millie (en français, Ozy et Millie) est un webcomic, créé par DC Simpson, qui a débuté en janvier 1997. La bande dessinée a fait partie de Keenspot de 2001 à 2003, devint indépendant pendant plusieurs années avant de retourner chez Keenspot en Novembre 2006. Il suit les aventures d'un groupe d'animaux anthropomorphes. Les nouveaux strips paraissaient pendant la plupart des jours de semaine, même si le comique est actuellement en pause puisque le « strips quotidiens » ont pris fin. Le comic est centré sur Ozy et Millie, deux jeunes renards qui fréquentent l'école primaire Nord Harbordale à Seattle, aux prises avec des problèmes de l'école primaire, tels que les contrôles et les tyrans, ainsi que des situations bien plus surréalistes. Le 24 avril 2008, DC Simpson a annoncé fin 2008 l'arrêt de la publication quotidienne sur la page d'accueil d'O&M.